# He nacido, pero... (Y sin embargo hemos nacido)
He nacido, pero... (大人の見る絵本　生れてはみたけれど Otona no miru ehon - Umarete wa mita keredo?), también conocida como Nací, pero... e Y sin embargo hemos nacido, es una película muda japonesa en blanco y negro de 1932 dirigida por Yasujirō Ozu.
La historia de la película se centra en dos jóvenes hermanos cuya fe en su padre, un oficinista, es sacudido por lo que perciben como su admiración incondicional al jefe. Más tarde en su carrera, Ozu rehízo la película en 1959 bajo el título de Buenos días.
Se convirtió en la primera de seis películas de Ozu en ganar el Premio de Críticos Kinema Junpō. Aparece en el puesto número 183 de la lista de críticos de Sight & Sound de 2012.

## Sinopsis
La familia Yoshi acaba de mudarse a los suburbios de Tokio, cerca de donde se encuentra el jefe directo del padre Kennosuke (Tatsuo Saitō), Iwasaki (Takeshi Sakamoto). Se supone que los dos hijos jóvenes de Kennosuke, Keiji y Ryoichi (Tomio Aoki y Hideo Sugawara) van a la escuela, pero debido a las amenazas de un grupo de matones del barrio y de la escuela, deciden hacer novillos. Después de que el profesor hable con su padre, Keiji y Ryoichi no tienen otra opción que ir a la escuela. Tratan de comer huevos de gorrión para fortalecerse para que puedan volver a los chicos, pero un chico de entrega, Kozou (Shoichi Kofujita), decide ayudarlos a amenazar a los matones, y se alzan como los perros de la pandilla.
Uno de los niños del barrio es Taro (Seiichi Kato), cuyo padre es el propio Iwasaki. Los chicos discuten entre ellos quién tiene el padre más poderoso. No mucho después, visitan la casa de Taro, donde los trabajadores de oficina se han reunido con Iwasaki, que proyecta algunas películas caseras para la diversión de la reunión. Los dos hermanos testifican en el cine cómo su padre, que para ellos es severo y a quien ellos miran hacia arriba, juega el bufón ante sus colegas y su jefe.
Humillados, se van a casa y deciden que su padre no es una persona tan importante después de todo. Lanzan una rabieta enorme, y confrontan a su padre preguntándole porqué él tiene que arrastrarse bajo el padre de Taro. Kennosuke contesta que el padre de Taro es más rico y tiene una posición más alta que él. Descontentos con esta respuesta, los dos deciden hacer una huelga de hambre. Ryoichi recibe una palmada de su padre, pero después de que los niños se han ido a la cama, el padre le confía a su la esposa que no le gusta hacer lo que hace. Ambos desean un futuro mejor para sus hijos.
Al día siguiente, los niños intentan una huelga de hambre durante el desayuno, pero sucumben a un plato de onigiri. Kennosuke maneja una reconciliación con ellos. Los niños dicen que les gustaría ser teniente general y general, respectivamente. En su camino a la escuela, ven al padre de Taro en un coche, e instan a su padre a subir y saludarlo. Mientras que Kennosuke toma un viaje cómodo del coche al trabajo, los hermanos caminan a la escuela con Taro y el resto de la cuadrilla.

## Reparto
- Tatsuo Saitō como Chichi.
- Tomio Aoki como Keiji.
- Mitsuko Yoshikawa como Haha.
- Hideo Sugawara como Ryoichi.
- Takeshi Sakamoto como Juuyaku.
- Teruyo Hayami como Fujin.
- Seiichi Kato como Kodomo.
- Shoichi Kofujita como Kozou.
- Seiji Nishimura como Sensei.